# Nueva Segovia

Nueva Segovias läge i Nicaragua

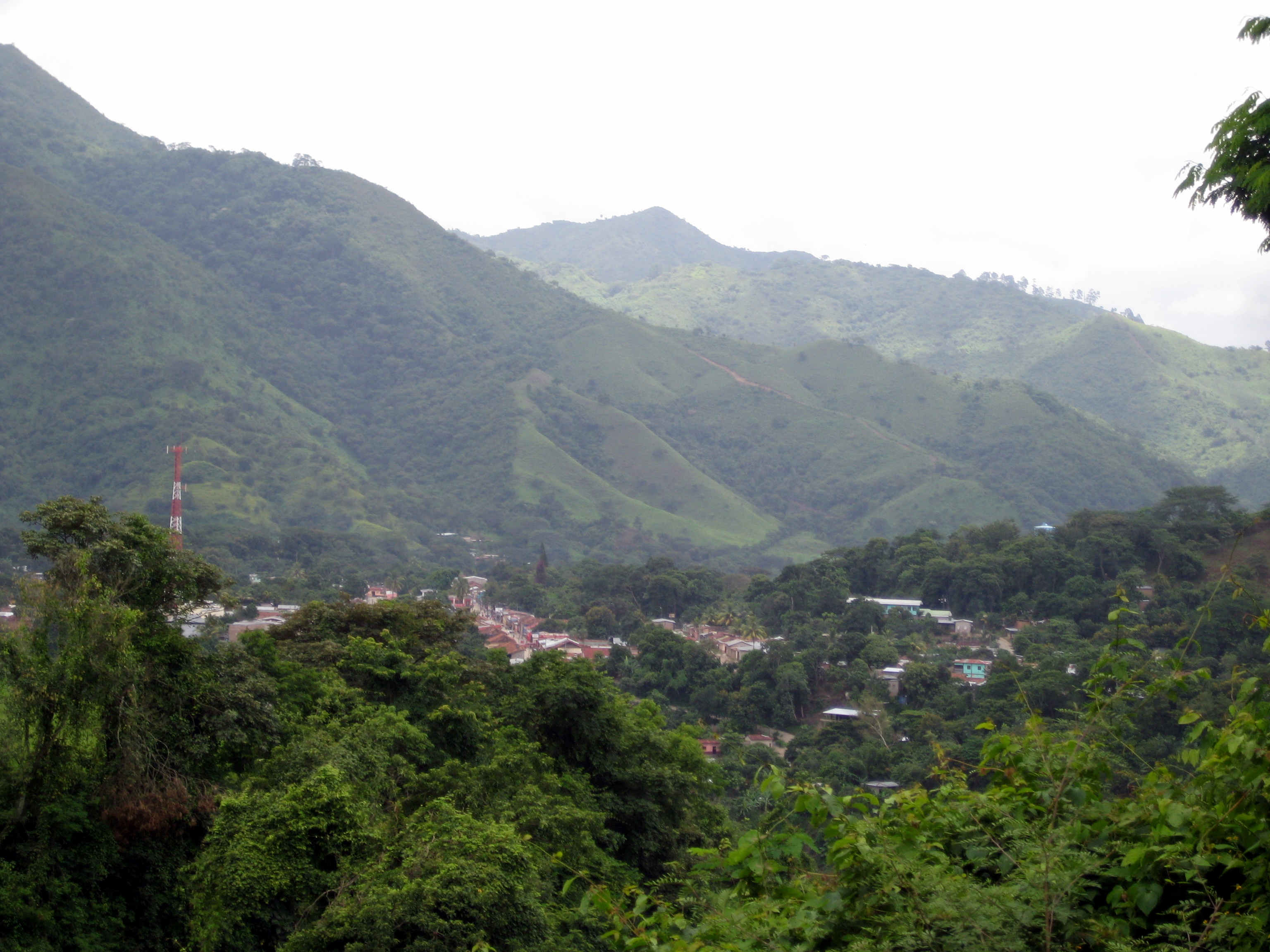
Quilalí, Nueva Segovia

Nueva Segovia är ett departement i Nicaragua. Nueva Segovia har en yta av 3 123 km² och en befolkning av 211 200 invånare, enligt mätningar 2005. Nueva Segovias huvudstad är Ocotal, som, även den, tidigare hette Nueva Segovia. Nueva Segovia gränsar till Jinotega och Madriz. Floden Río Coco rinner igenom Nueva Segovia, via Ocotal. Nueva Segovia är ett viktigt område för Nicaraguas kaffeproduktion.

## Kommuner
Departementet har tolv kommuner (municipios):
1. Ciudad Antigua
2. Dipilto
3. El Jícaro, också Ciudad Sandino
4. Jalapa
5. Macuelizo
6. Mozonte
7. Murra
8. Ocotal
9. Quilalí
10. San Fernando
11. Santa María
12. Wiwilí de Nueva Segovia